# EUR費爾米站
EUR費爾米站（義大利語：EUR Fermi）是羅馬地鐵的一個車站。EUR費爾米站開通於1955年，位於EUR區，是羅馬地鐵B線的車站。車站附近有為1960年奧運會而修建的人工湖。

## 外部連結
维基共享资源上的相關多媒體資源：EUR費爾米站
- ATAC（页面存档备份，存于）